# 哈薩克民主黨
哈薩克民主黨（羅馬化：Qazaqstannyñ Demokratialyq Partiasy）是哈薩克一個未註冊的政黨，由前記者和政治活動家詹博拉特·馬邁創立和領導。黨的目標是建立一個獨立、強大、經濟發達、尊重人權的法治國家。

## 歷史
在2019年10月16日在阿拉木圖舉行的新聞發布會上，詹博拉特·馬邁宣布成立新政黨，理由是對獨立政治力量的新需求。他強調，哈薩克需要進行真正的政治改革，例如修改政黨和抗議法律，釋放所有政黨，馬邁要求國家道歉並支付賠償金。從那裡，他概述了向司法部提交文件進行登記的計劃，並且將在不久的將來舉行黨的成立大會，屆時將提交章程和綱領。會議的發言者包括 Tolegen Jukeev、Sergei Duvanov 和 Asel Janabaeva。
2019年12月26日，哈薩克民主黨倡議組在獲得上千人簽名後申請註冊。黨員英加·伊曼拜（Inga Imanbai）表示，希望司法部接受登記，以便該黨按照組建政黨的要求舉行代表大會，如果沒有，則僅出於政治動機，該黨將繼續存在進一步工作。隨著該倡議組織很快註冊，哈薩克民主黨領導人詹博拉特·馬邁宣布將於2020年2月22日舉行制憲會議。在此期間，該黨抱怨政治壓力和對支持者的騷擾。就在大會原定日期前幾天，哈薩克民主黨於2月19日宣布取消該活動，原因是該黨支持者被拘留，其中，馬邁稱在當前國事中召開代表大會「不合邏輯」，取而代之的是敦促人們參加當天早些時候由哈薩克民主選擇召集的抗議活動。2月21日，就在計劃抗議的前一天，馬邁被警方拘留並被判入獄三天。在阿斯塔納廣場舉行的抗議活動中，幾名哈薩克民主黨活動人士和記者被警方拘留。